# Église Saint-Samson de Bouillancourt-sous-Miannay
Pour les articles homonymes, voir Église Saint-Samson.
L'église Saint-Samson de Bouillancourt-sous-Miannay est une église catholique située à Bouillancourt-sous-Miannay, hameau de la commune de Moyenneville, dans le département de la Somme, en France au sud d'Abbeville.

## Historique
L'église de Bouillancourt-sous-Miannay a été construite au XVIe siècle. Elle est protégée partiellement (Charpente et voussures) au titre des monuments historiques : inscription par arrêté du 15 juin 1926.
En 2019, une campagne de restauration est entreprise. Elle est financée par la vente de tableaux de Thérèse Soufflet.

## Caractéristiques
L'église construite en pierre possède un chœur de style gothique flamboyant plus élevé que la nef. La charpente présente des sablières sculptées.
Le cimetière qui l'entoure a été classé en 1920.